# Acanthopharynx nuda
Acanthopharynx nuda är en rundmaskart som först beskrevs av Nathan Augustus Cobb 1920.  Acanthopharynx nuda ingår i släktet Acanthopharynx och familjen Desmodoridae. Inga underarter finns listade i Catalogue of Life.